# Mélissa Theuriau

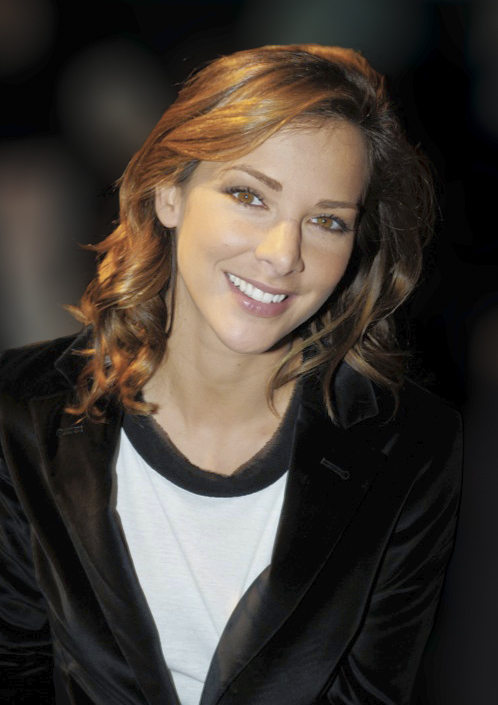
Mélissa Theuriau nel 2008

Mélissa Theuriau (Échirolles, 18 luglio 1978) è una giornalista francese, nata nella periferia a sud di Grenoble.

## Biografia
È divenuta famosa in tutto il mondo per essere la donna più cliccata su YouTube nell'anno 2007, con più di 800.000 contatti.
Scoperta dagli internauti cinesi quando era ancora esordiente, grazie alla sua bellezza i videoclip delle sue conduzioni dei telegiornali hanno presto spopolato negli Stati Uniti. In poco tempo la sua fama ha poi raggiunto il mondo intero.
Dal 2006 al 2012 ha presentato Zone Interdite, su M6, un programma dedicato alle cronache di eventi inversi. Il suo ultimo spettacolo è speciale, perché sono stati soprattutto i suoi piedi nudi a catturare l'attenzione, più del reportage

## Vita privata
Dopo un breve fidanzamento, il 7 maggio 2008 si è sposata con l'attore/comico franco-marocchino Jamel Debbouze, da cui ha avuto, il 3 dicembre 2008, un figlio, Léon.